# Skradin
Skradin (olaszul: Scardona) város Horvátországban, Šibenik-Knin megyében. A Krka Nemzeti Park Skradinski buk vízeséséhez vezető utak kiinduló pontja, egyben a tengerről érkező hajók, vitorlások kikötője.

## Fekvése
Šibeniktől 16 km-re a Krka folyó jobb partján, az 56-os főút mentén fekszik. Skradin romantikus mediterrán városka szűk, kövezett utcákkal, átjárókkal. A városmag védett kulturális emlék. Velencei hatást tükröző házai főként a 18. és 19. században épültek.

## A község települései
Közigazgatásilag Dubravice, Bićine, Bribir, Bratiškovci, Cicvare, Gorice, Gračac, Ićevo, Krković, Lađevci, Međare, Piramatovci, Plastovo, Rupe, Skradinsko Polje, Sonković, Vaćani, Velika Glava, Bratiškovci, Žažvić és Ždrapanj települések tartoznak hozzá.

## Története
Először az illír település állt a helyén, majd a rómaiak "Scardona" néven alapítottak itt várost, mely a környék igazgatási és kereskedelmi központja lett. A város gazdag történelme a vaskorig nyúlik vissza, neve az ókori történetírók munkáiban bukkan fel először. Sztrabón az i. e. 1. század görög geográfusa Scardonát Liburnia városaként említi, mely a Titius (Krka) partján, annak torkolata közelében fekszik. Idősebb Plinius (23–79) amikor számba veszi Liburnia városait Scardonáról, mint Liburnia egyik legfontosabb városáról ír. Scardona mellett a Krka-folyót ő is megemlíti amikor Liburnia és Dalmácia határát írja le.
Klaudiosz Ptolemaiosz a 2. századi geográfus és asztronómus is megerősíti, hogy Scardona a liburn part városa.
A város illír és római kori fennállását a Rokovača, Đardin és Maraguša régészeti lelőhelyek gazdag leletanyaga támasztja alá. A több mint harminc éven át folyt módszeres rokovačai régészeti feltárások, az itt talált római szarkofág, a kikötői berendezések növényi ornamentikával díszített mozaikja kétségtelenné tették, hogy Scardona a római korban igen jelentős kereskedelmi kikötő volt. Đardin gazdag régészeti leleteivel (aranyozott díszek, karkötők, nyakláncok, borostyánköves gyűrűk, üvegtárgyak, orvosi és kozmetikai felszerelések, stb.) az itt élők magas társadalmi réteghez való tartozását, Margušán pedig az 1. és 5. század között magas rangú katonák itt létét bizonyítják. Az 5. század végén és a 6. század elején Scardonát a barbár gótok betörése pusztította el. Még a szlávok érkezése előtt azonban a város a fontos hitéleti központtá vált, mely már püspökség székhelye. Ezt bizonyítja, hogy Constantinus scardonai püspök 530-ban részt vett az első salonai zsinaton. A püspökség egy középkori megszakítással egészen 1830-ig működött, mivel XII. Leó pápa „Locum beati Petri“ című 1828-ban kiadott bullájával megszüntette azt.
A város stratégiai helyzete miatt sokszor szenvedett a harcoktól. Amikor a 7. században a szlávok megjelentek itt, a római város már romokban hevert. A horvátok újjáépítették a települést, melyet a 10. században már ismét püspöki székhelyként említenek. A középkorban erődített város várral, amely 1299-ben a Subićoké. Vára 1356-tól királyi vár a horvát bán igazgatása alatt. 1399-ben Hrvatinić Vuk bán özvegyéé, akitől 1403-ban Hervoja elfoglalta. Később újra királyi vár lett, majd a Frangepánoké. 1409-ben egész Dalmáciával együtt százezer aranydukátért megvásárolta a Velencei Köztársaság. Püspökség székhelyeként, fontos kikötőként középkor folyamán végig megtartotta gazdasági és politikai jelentőségét. 1522-ben Skradin török uralom alá került és csak 1684-ben szabadították fel. Ezután a velenceiek birtoka volt 1797-ig, amikor francia, majd osztrák uralom következett. 
1797-ben a Velencei Köztársaság megszűnésével a Habsburg Birodalom része lett. 1806-ban Napóleon csapatai foglalták el és 1813-ig francia uralom alatt állt. Napóleon bukása után ismét Habsburg uralom következett, mely az első világháború végéig tartott. 1830-ban megszűnt a srkadini püspökség, ezzel a gazdasági és demográfiai stagnálás korszaka következett. Skradin fokozatosan háttérbe szorult a nagyobb adriai városok Šibenik, Zára és Split mögött. A lakosság számának növekedése csak a 19. század végén indult meg újra. A városnak 1857-ben még 4997, 1910-ben már 7663 lakosa volt. Az I. világháború után rövid ideig az Olasz Királyság, ezután a Szerb-Horvát-Szlovén Királyság, majd Jugoszlávia része lett. Újabb nehéz időszak következett a délszláv háború idején, melynek következményei elsősorban az anyagi javak pusztulásában és a migráció felgyorsulásában mutatkoztak meg. A településnek 2011-ben már csak 3986 lakosa volt. Lakói régebben olajbogyó és gyümölcstermesztéssel foglalkoztak, ma a hagyományos gazdálkodás mellett hal és kagylótenyészetei is vannak a városnak.

## Lakosság
| Lakosság változása | Lakosság változása | Lakosság változása | Lakosság változása | Lakosság változása | Lakosság változása | Lakosság változása | Lakosság változása | Lakosság változása | Lakosság változása | Lakosság változása | Lakosság változása | Lakosság változása | Lakosság változása | Lakosság változása | Lakosság változása |
| ------------------ | ------------------ | ------------------ | ------------------ | ------------------ | ------------------ | ------------------ | ------------------ | ------------------ | ------------------ | ------------------ | ------------------ | ------------------ | ------------------ | ------------------ | ------------------ |
| 1857               | 1869               | 1880               | 1890               | 1900               | 1910               | 1921               | 1931               | 1948               | 1953               | 1961               | 1971               | 1981               | 1991               | 2001               | 2011               |
| 4997               | 5711               | 5865               | 6055               | 7019               | 7663               | 8454               | 8634               | 9316               | 10135              | 10294              | 9585               | 8716               | 8027               | 3986               |                    |

## Nevezetességei
- Skradin középkori várának maradványa[5] a Turina Šubić Pál horvát bán (1273–1312) idejében épült az ókori liburn erődítmény helyére.
- A város legnagyobb terén áll a 18. századi Kisboldogasszony templom,[6] harangtornya 20 méterre áll a templomtól. A templom a török által lerombolt püspöki székesegyház alapjain épült Francesco Melchior vicenzai építőmérnök tervei szerint. Építése 1747-től 1757-ig tartott. Melchioron kívül az építésben közreműködött az olasz Giovanni Battista Lodoli is. Antun Becić akkori skradini püspök szentelte fel 1758-ban. Egyhajós, barokk épület oldalkápolnákkal és délkeleti oldalán félkörívben záródó apszissal. Északi oldalán fennmaradt a török kori dzsámi maradványa. Értékes műtárgyai között említésre méltó Antonio Zuccara festőművész két 19. századi képe és ezüst fogadalmi tárgyakból álló gyűjteménye.[2] Értékes a 18. században épített orgona is, melyet kulturális védettség alá helyeztek. Építője az olasz Francesco Dacci volt. A harangtornyot 1782-ben építették. Lábazata ferde, négy emeletén román stílusú ablakocskákkal, felette széles biforámákkal és falazott hagymakupolával.
- Az apáti palota a város kiemelkedően legszebb épülete. Ma múzeum működik benne liturgikus és néprajzi tárgyakból, 17. és 18. századi festményekből, miseruhákból, könyvekből álló gyűjteménnyel.
- A Szent Jeromos templom a 16. században épült. A török uralom idején lerombolták, újjáépítését I. Ferenc császár finanszírozta.
- A városközpontban áll a 19. századi Szent Szpiridon ortodox templom.[7] A templomot 1876-ban építették neogótikus stílusban. Ikonosztázának ikonjait Szpiridon Rapsomanikij festette a 18. században.
- A városi múzeum az ókortól a késő középkorig terjedő gazdag régészeti gyűjteménnyel rendelkezik.
- Kikötője a tengerről érkező hajókat is fogadja.
- A Krka Nemzeti Park egyik bejárata Skradin határában található. Innen közelíthető meg a nemzeti park fő látványossága "Skradinski buk" vízesés.
- A Skradinski buknál találhatók az egykori Krka vízierőmű épületének maradványai.[8] Mára a falak egy része (az elülső homlokzat kisebb része és az elülső fal nagyobb része) maradt meg, de az épület alaprajza még jól látható. A Krka vízerőmű 1885-ben épült és kezdte meg működését. Feladata a šibeniki elektromos világítás áramellátásának biztosítása volt, amely a vízerőmű építtetőinek köszönhetően számos európai várost megelőzött.
- A településtől északnyugatra állnak Bribir középkori várának romjai.

## Kultúra
- A dalmáciai énekkarok skradini találkozója, melyet minden augusztus első szombatján rendeznek az ország egyik legrégibb és legismertebb kulturális rendezvénye.
- A „Glumište pod murvom” azaz színpad az eperfa alatt egy színházi fesztivál, melyet a nyári hónapokban a Kisboldogasszony téren tartanak. Alapítója Sergej Mioč volt. Minden előadásra díjtalan a belépés.
- „Stari i mladi” azaz öregek és fiatalok a neve annak a nyári fesztiválnak, melynek központi rendezvénye az öreg és a fiatal skradiniak közötti labdarúgó mérkőzés. A fesztivált 1964-ben rendezték meg először.
- A város női énekkarát Stipe Sladić alapította 1998-ban. Azóta számos országos fesztiválon felléptek, melyeken nemritkán díjakat is nyernek.
- A városi fúvószenekar első fellépése 1978. július 27-én volt Boris Jakovljević irányítása alatt.

## Híres emberek
- Rüsztem pasa nagyvezír (1500 körül – 1561). Skradin leghíresebb szülötte, I. Szulejmán szultán uralkodása alatt kétszer is betölthette az Oszmán Birodalom fővezíri tisztségét. Először 1544-től 1553-ig, utána pedig 1555 és 1561 között.
- Lujo Marun (Skradin, 1857 – Knin, 1939) horvát régész volt. nevéhez fűződik több horvát régészeti lelőhely feltárása. Nagy jelentőségűek a korai horvát történelem és kultúra területén írt művei. 1893-ban ő alapította meg Kninben a horvát régészeti emlékeket bemutató múzeumot. Naplói és feljegyzései pótolhatatlan források a dalmáciai régészeti feltárások történetéhez.

## Galéria
- A Kisboldogasszony plébániatemplom harangtornya
- A város látképe a Krkával
- A város látképe a Krka felől
- Szűk utca a belvárosban
- A jachtkikötő részlete
- Belvárosi utcarészlet
- A Krka hídja a város közelében
- A Skradini-vízesés látképe
- Épületek a Skradini-vízesésnél